# シックスペンス・ノン・ザ・リッチャー
シックスペンス・ノン・ザ・リッチャー (Sixpence None the Richer) は、アメリカのロック・バンド。テキサス州ニューブローンフェルズで結成されたが、後にテネシー州ナッシュヴィルへ移動した。バンド名は、C・S・ルイスの著書『キリスト教の精髄』に由来している。

## バンド名の由来
バンド名は、『ナルニア国物語』の作者としても知られるC・S・ルイスが、その著書『キリスト教の精髄』（Mere Christianity）の中で用いたたとえ話に由来している。小さな子供が、父親の誕生日プレゼントを買うために、父親に6ペンス（シックスペンス）のお金を求める。父親は子供にお金を与えて、そのプレゼントに喜ぶが、それによって父親が6ペンス分の得をしたわけではない。これは、キリスト教における神と人との関係を説明するためにルイスが用いたたとえ話であるが、バンド名がこの一節に由来することを、リー・ナッシュがテレビ番組『レイト・ショー・ウィズ・デイヴィッド・レターマン』で語っている。

## 来歴
このバンドの起源は、1990年代初頭、ギタリスト兼ソングライターのマット・スローカムが、教会のリトリート（retreat、清修）で歌手リー・ナッシュに出会ったことにさかのぼる。彼らはデモを録音し（このときの録音は『The Original Demos』として出回っている）、1993年にR.E.X.レコーズからファースト・アルバム『The Fatherless and the Widow』をリリースした。このアルバムには、スローカムのバンド、ラヴ・コーマのドラマーのクリス・ドッズが参加している。『The Fatherless and the Widow』発表直後、スローカムはシックスペンス・ノン・ザ・リッチャーに全力を注ぐべくラヴ・コーマを脱退した。1995年のアルバム『This Beautiful Mess』を出す時には、ギタリストとしてテス・ワイリーを、ベーシストとしてJ.J.プラセンシオを、ドラマーとしてデイル・ベイカーをそれぞれ迎えている。どちらのアルバムもプロデューサーはアーマンド・ジョン・ペトリが務めた。
1997年にはスティーヴ・テイラーのスクイント・エンターテイメントと契約し、アルバム『キス・ミー』をリリースして徐々に幅広いファンを獲得していった。この後、1999年にシングル「Kiss Me」をリリースして、一躍全米の脚光を浴びた。グラミー賞にノミネートされ、カナダやイギリス、日本、オーストラリアなど10カ国で放送回数第1位を記録（日本では「Kiss Me」の日本語版もリリースした）。この曲は『シーズ・オール・ザット』などの映画や、『ドーソンズ・クリーク』『サタデー・ナイト・ライブ』などのテレビ番組にも登場し、シックスペンス・ノン・ザ・リッチャーの代表作となった。
しかし、大ヒットを記録したことによるCDセールスへのプレッシャーと、自分たちのやりたいこととのギャップに悩むようになり、2004年2月6日に解散を発表。
スローカムは新しいバンド、アストロノート・プッシャーズを始めた。ナッシュは2005年の秋にソロ・アルバムの録音に入り、2006年8月に『Blue on Blue』をリリースした後は母親業に専念。
2007年11月、活動再開。EP『My Dear Machine』をリリース。また、2008年 のアメリカ・ヨーロッパの夏のツアーの日程を発表。
2008年10月、グループ初のクリスマス・アルバム『The Dawn of Grace』をリリース。リー・ナッシュ曰く「シックスペンスのファンはずっとクリスマス・アルバムを待ち望んでいたわ。それは、私たちがいつもやりたかったことだけど、どういうわけかチャンスが無くてできなかったの。 今、私たちは復帰して、このクリスマス・アルバムは、長い間サポートしてくれるファンへのいいクリスマス・プレゼントになるんじゃないかって考えたの。私たちはとても気に入っているし、みんなも気に入ってくれるといいな」。
2008年12月、『Love Come Down Christmas 2008 ツアー』開始。

## メンバー
現在のメンバー
- リー・ナッシュ (Leigh Nash) – ボーカル (1992年–2004年、2007年– )
- マット・スローカム (Matt Slocum) – ギター、チェロ (1992年–2004年、2007年– )
- ジャスティン・キャリー (Justin Cary) – ベース (1997年–2004年、2008年– )
- ロブ・ミッチェル (Rob Mitchell) – ドラム (2001年–2004年、2012年– )

旧メンバー
- T.J.バーリング (T.J. Behling) – ベース (1992年–1993年)
- マーク・カヴィリオン (Mark Couvillion) – ギター (1992年–1993年)
- テス・ワイリー (Tess Wiley) – ギター、ボーカル (1994年–1996年、2008年)
- デイル・ベイカー (Dale Baker) – ドラム (1993年–2001年)
- ジェームス・アーヘルガー (James Arhelger) – ベース (1993年–1994年)
- ジョエル・ベイリー (Joel Bailey) – ベース (1994年) ※Society's Finestのメンバーで知られる
- J.J.プラセンシオ (J.J. Plasencio) – ベース (1995年–1997年)
- シーン・ケリー (Sean Kelly) – ギター (1997年–2004年)
- ジェリー・デイル・マクファデン (Jerry Dale McFadden) – キーボード (2001年–2004年)
- ジェイソン・レーニング (Jason Lehning) – キーボード (2012年–2013年)

## ディスコグラフィ

### スタジオ・アルバム
- The Fatherless and the Widow (1994年)
- This Beautiful Mess (1995年)
- 『キス・ミー』 - Sixpence None the Richer (1997年)
- 『ディヴァイン・ディスコンテント』 - Divine Discontent (2002年)
- Lost in Transition (2012年)

### コンピレーション・アルバム
- 『コラージュ〜ポートレート・オブ・ゼア・ベスト』 - Collage: A Portrait of Their Best (1998年)
- 『ベスト・オブ・シックスペンス・ノン・ザ・リッチャー』 - The Best of Sixpence None the Richer (2004年)
- The Ultimate Collection (2015年)